# میشل کولوکولو
میشل کولوکولو (انگلیسی: Michele Collocolo؛ زادهٔ ۸ نوامبر ۱۹۹۹) بازیکن فوتبال است.